# Ayoun el-Atrouss
Ayoun el-Atrouss, trascritta anche come Aioun el Atrouss o Ayoun el Atrous (عيون العتروس in Arabo), è una città della Mauritania capoluogo della regione di Hodh-Gharbi.
Ayoun è una città-oasi su una delle due strade sconnesse che portano in Mali. Ha un aeroporto ed è un fiorente mercato del bestiame.